# مجلس الدفاع الوطني
مجلس الدفاع الوطني أو مجلس الأمن الوطني هو أعلى سلطة دفاعية أمنية في الدول ويتكون عادة من رئيس أو ملك البلاد ورئيس الوزراء ووزير الداخلية ووزير الدفاع، وعدد من القادة الأمنيين يعينوا بمراسم وقرارات من رأس الدولة، ورؤساء أجهزة المخابرات.